# Красная Стрелица (Орловская область)
Красная Стрелица — посёлок в Дмитровском районе Орловской области России. Входит в состав Плосковского сельского поселения.

## География
Посёлок находится в юго-западной части Орловской области, в лесостепной зоне, в пределах центральной части Среднерусской возвышенности, на расстоянии примерно 18 километров (по прямой) к юго-востоку от города Дмитровска, административного центра района. Абсолютная высота — 247 метров над уровнем моря.

### Климат
Климат умеренно континентальный, с умеренно холодной продолжительной зимой и тёплым летом. Среднегодовая температура воздуха — 4,9 °C. Средняя температура воздуха самого холодного месяца (января) — −9,7 °C; самого тёплого месяца (июля) — 19 °C. Среднегодовое количество атмосферных осадков составляет 565 мм, из которых большая часть выпадает в тёплый период. Снежный покров держится в течение 126 дней.

### Часовой пояс
Посёлок Красная Стрелица, как и вся Орловская область, находится в часовой зоне МСК (московское время). Смещение применяемого времени относительно UTC составляет +3:00.

## Население
| 2002 | 2010 |
| ---- | ---- |
| 5    | ↘1   |

### Национальный состав
Согласно результатам переписи 2002 года, в национальной структуре населения русские составляли 100 % из 5 чел.